# Savosavo
Le savosavo est une langue papoue parlée aux Salomon par environ 3 000 locuteurs sur l’île Savo. Son usage décline chez les jeunes générations qui préfèrent le pijin.

## Classification
Le savosavo est rattaché à la famille de langues papoues du centre des Salomon. Wegener (2013) considère que l'existence d'un lien phylogénétique entre ces quatre langues reste difficile à prouver, et ne peut être, dans le meilleur des cas que lointain.

## Vitalité de la langue
Le savosavo est la principale langue de Savo où elle est parlée dans onze des douze district de l'île. Au nord-est, dans le district de Pokilo, domine le gela, une langue austronésienne. la langue est connue d'environ 3000 des 3137 habitants de l'île, mais comme partout dans le pays, l'usage du pijin des îles Salomon progresse.